# Košíkov

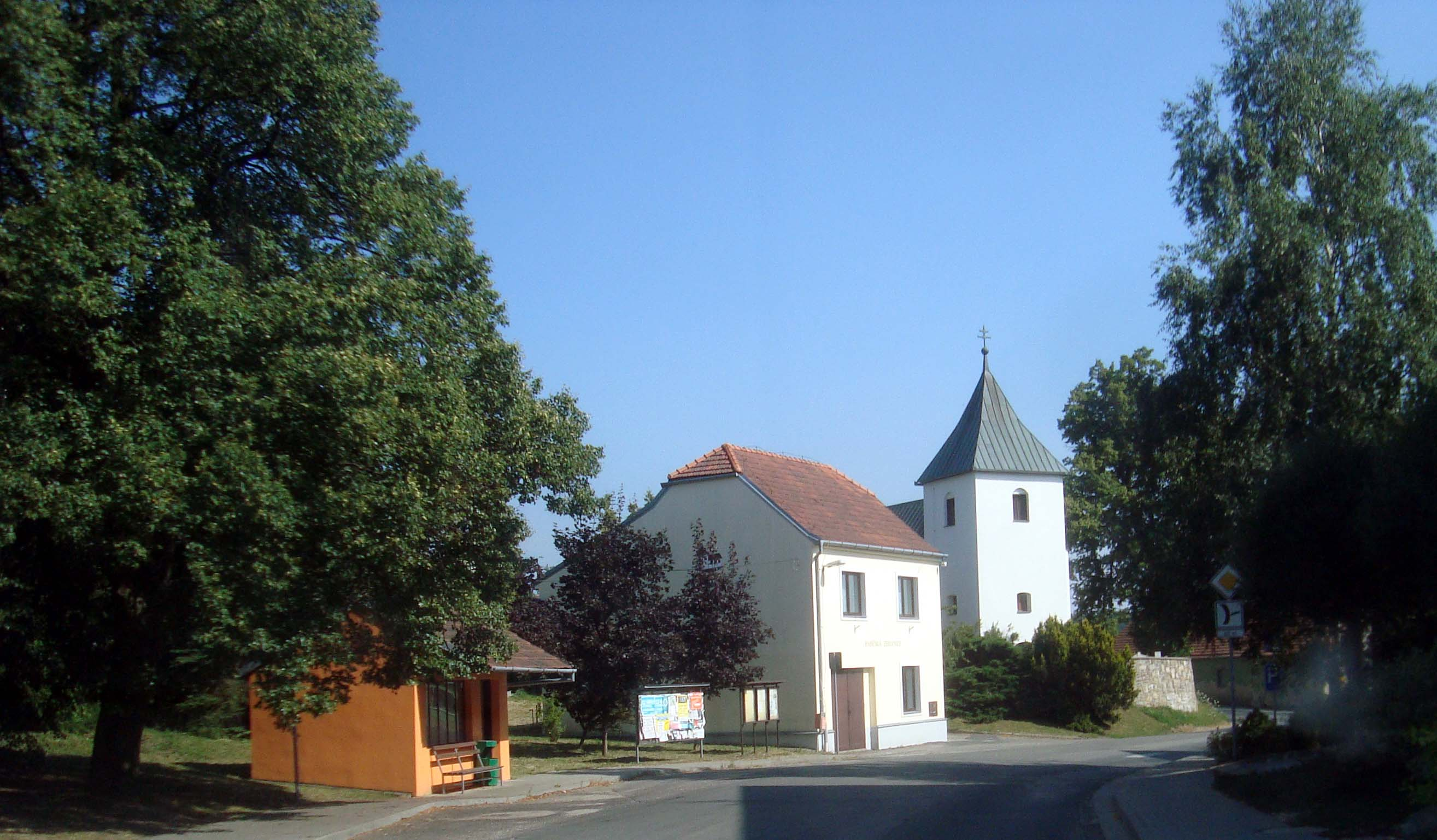
Dorfplatz

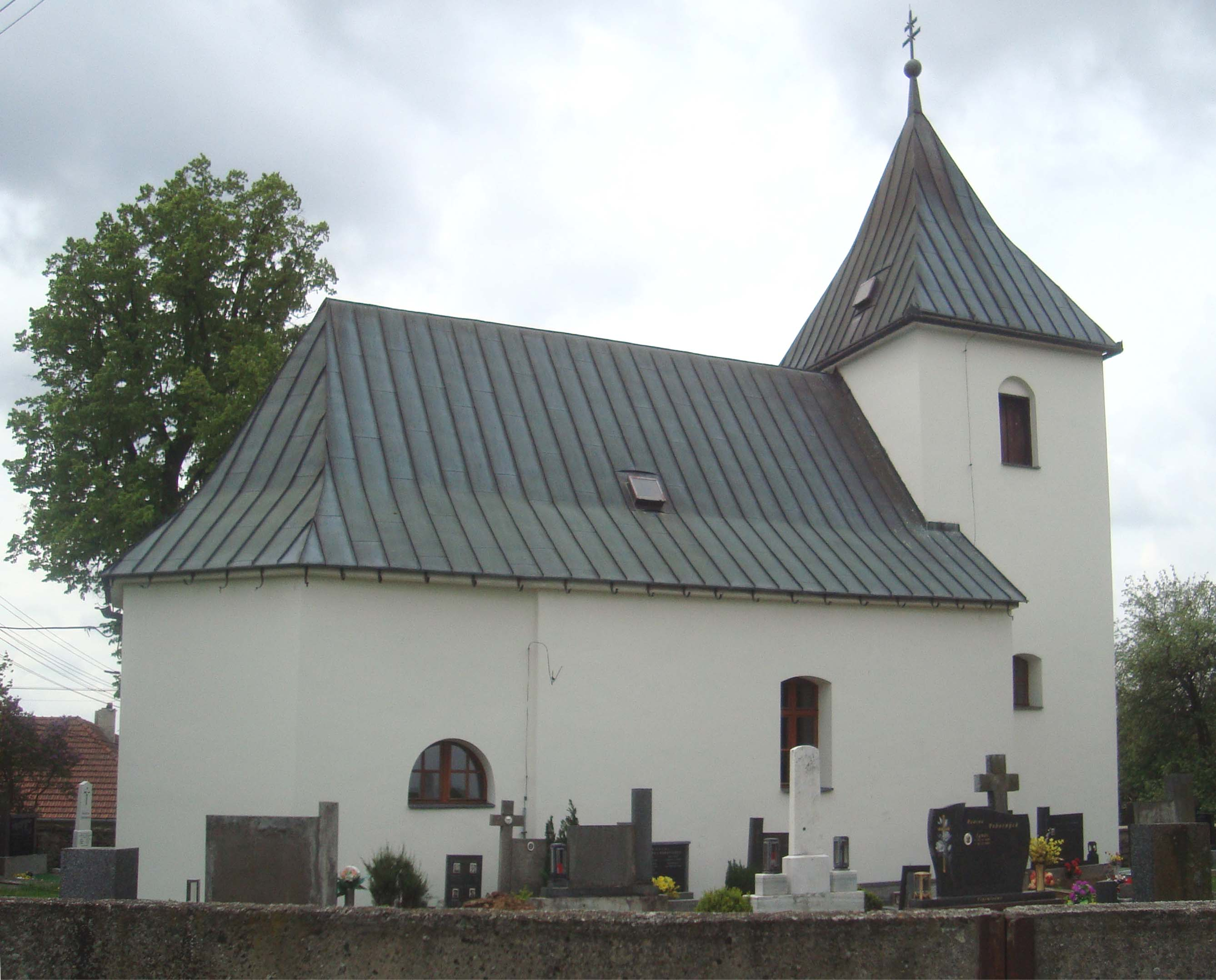
Kirche des hl. Bartholomäus

Košíkov (deutsch Koschkow) ist ein Ortsteil der Stadt Velká Bíteš in Tschechien. Er liegt drei Kilometer südlich von Velká Bíteš und gehört zum Okres Žďár nad Sázavou.

## Geographie
Košíkov befindet sich auf einer Hochebene in der Křižanovská vrchovina (Krischanauer Bergland) im Süden der Böhmisch-Mährischen Höhe. Durch Košíkov führt die Staatsstraße II/395 zwischen Velká Bíteš und Rosice; nördlich verläuft die Autobahn D 1. Im Ort entspringt die Chvojnice, südöstlich der Ludvíkovský potok. Im Süden erhebt sich die Ramaška (530 m n.m.). Gegen Osten erstreckt sich das Waldgebiet Černé lesy (Schwarzwald), westlich der Košíkovský les (Koschkower Wald).
Nachbarorte sind Janovice und Klečany im Norden, Otmarov, Přibyslavice und Radoškov im Nordosten, Devět Křížů und Lesní Hluboké im Osten, Zálesná Zhoř und Ludvíkov im Südosten, Stanoviště und Krokočín im Süden, Jinošov, Pucov und Jasenice im Südwesten, Jindřichov, Jestřabí und Demáčky im Westen sowie Nové Sady im Nordwesten.

## Geschichte
Erstmals urkundlich erwähnt wurde das Dorf im Jahre 1318 unter dem Namen Goschicaw, als der Vladike Mikul von Zbraslav der Zisterzienserinnenabtei Vallis Sanctae Mariae in Oslavany den Zehnt von mehreren Ortschaften überließ. In der Mitte des 14. Jahrhunderts gehörte das Dorf zur Herrschaft Meziříčí. Im Jahre 1356 verschrieb Johann von Meziříčí seiner Frau Anna von Sternberg einen Zins auf die Dörfer Kosikow und Neustift. 1365 änderte er die Verschreibung auf die Dörfer Kosikow, Rudikau, Hroznětin, Neustift und Zablate; außerdem verlieh er seiner Frau das Dorf Zahradka sowie Wälder für ihren Bedarf an Brenn- und Bauholz. 1387 verlegte Johann von Meziříčí das Wittum der Frau des Stach von Studnitz auf Kosikow, nach Stachs Tod nahm sie 1390 ihre Sohne in Gemeinschaft auf. Im Jahre 1420 gehörte das Dorf Kossykow dem Ctibor von Janowic, der es seinem Bruder Johann verkaufte. 1480 veräußerte Waněk von Panow das Dorf dem Johann von Račina, der es umgehend an Georg von Mukoděl weiterreichte. Ab 1493 gehörte Košíkov zum Gut Jeneschau. Zu Beginn des 16. Jahrhunderts verkaufte Ctibor von Wranow das Dorf dem Zbyněk Kralický von Kralitz. Dieser ging 1510 mit Wilhelm von Pernstein eine Gütergemeinschaft über seinen Besitz in Hluboky und Košíkov ein. Wilhelms Sohn Johann von Pernstein veräußerte 1526 das Gut Košíkov zusammen mit seinen Anteil von Hluboky und Kuroslepy sowie dem halben Kirchpatronat in Březník an den Besitzer der Herrschaft Namiest, Wenzel von Lomnitz. Im 17. Jahrhundert wurde das Dorf als Koschikow bezeichnet. 
Im Jahre 1837 bestand das im Znaimer Kreis gelegene Dorf Koschkow bzw. Kossjkow aus 36 Häusern, in denen 253 Personen lebten. Im Ort gab es die Tochterkirche des hl. Bartholomäus, einen herrschaftlichen Meierhof und ein Wirtshaus; abseits lag ein Jägerhaus. Pfarrort war Bitesch. Bis zur Mitte des 19. Jahrhunderts blieb Koschkow der Fideikommissgrafschaft Namiest untertänig.
Nach der Aufhebung der Patrimonialherrschaften bildete Koškov / Koschkow ab 1849 mit dem Ortsteil Ludwigsdorf eine Gemeinde im Gerichtsbezirk Namiest. Ab 1869 gehörte Koškov zum Bezirk Trebitsch. Zu dieser Zeit hatte das Dorf 276 Einwohner und bestand aus 36 Häusern. 1896 wurde Koškov in den Bezirk Groß Meseritsch und Gerichtsbezirk Groß Bittesch umgegliedert. Im Jahre 1900 lebten in Koškov 234 Personen; 1910 waren es 225. 
Beim Zensus von 1921 lebten in den 52 Häusern der Gemeinde 300 Personen, darunter 298 Tschechen und ein Deutscher; der Kernort Koškov bestand aus 38 Häusern mit 225 Einwohnern, darunter 223 Tschechen und ein Deutscher. Der Ortsname wurde 1924 in Košíkov geändert, ebenso der des Ortsteils Ludwigsdorf in Ludvíkov. Im Jahre 1930 bestand Košíkov aus 46 Häusern und hatte 260 Einwohner. Zwischen 1939 und 1945 gehörte Košíkov / Koschkow zum Protektorat Böhmen und Mähren. 1948 wurde das Dorf dem Okres Velká Bíteš zugeordnet. Im Jahre 1950 hatte Košíkov 214 Einwohner. Im Zuge der Gebietsreform und der Aufhebung des Okres Velká Bíteš wurde Košíkov am 1. Juli 1960 dem Okres Žďár nad Sázavou zugewiesen. 1961 erfolgte die Eingemeindung nach Velká Bíteš. Beim Zensus von 2001 lebten in den 67 Häusern von Košíkov 165 Personen. Zu Beginn des Jahres 2013 hatte das Dorf 177 Einwohner.

## Gemeindegliederung
Der Ortsteil Košíkov bildet einen Katastralbezirk.

## Sehenswürdigkeiten
- Kirche des hl. Bartholomäus, errichtet im 13. Jahrhundert. Im Jahre 2011 wurde sie saniert.
- Steinernes Kreuz vor dem Kirchhof, errichtet zum Dank für den Schutz in der Zeit von 1939–1945